# Portol Palma Mallorca
Portol Palma Mallorca war ein spanischer Volleyball-Verein, dessen Männer in der ersten spanischen Liga und in der Champions League spielten.

## Nationale Liga und Pokal
Nachdem die Männer den Gewinn des Supercups aus dem Vorjahr wiederholen konnten, wurden sie im Jahr 2008 wie auch in den zwei Jahren zuvor spanischer Meister.

## Europapokal
Mallorca spielte in der Saison 2008/09 in der Champions League. In Gruppe C trafen die Spanier auf Lube Banca Marche Macerata (Italien), Knack Randstad Roeselare (Belgien) und Roter Stern Belgrad (Serbien). Nach Abschluss der Gruppenphase belegten sie Platz drei, schieden jedoch im darauffolgenden Achtelfinale nach zwei Niederlagen gegen die italienische Mannschaft Trentino Volley aus.
Der Verein trat unter verschiedenen Klubnamen an:
- 1993–1999: CV Pòrtol
- 1999–2001: Reatrap Pòrtol
- 2001–2002: Festival Park Marratxi
- 2002–2003: Festival Park
- 2003–2006: Son Amar Palma
- 2006–2008: Drac Palma
- 2008–2011: Palma Volley

Der Verein wurde vom Besitzer des Show-Restaurants Son Amar Damià Seguí gefördert. Von 1970 bis 1991 sponserte Seguí bereits den Verein CV Palma Mallorca.